# İnşaatçı Sabirabad FK
El İnşaatçı Sabirabad FK fue un equipo de fútbol de Azerbaiyán que jugó en la Liga Premier de Azerbaiyán, la primera división de fútbol del país.

## Historia
Fue fundado en el año 1979 en la ciudad de Sabirabad con el nombre Stroitel Sabirabad, y durante el periodo soviético fue campeón nacional en 1989 y ganador de copa en 1986.
Tras la disolución de la Unión Soviética y la independencia de Azerbaiyán cambia su nombre por el de İnşaatçı Sabirabad FK y se convierte en uno de los equipos fundadores de la Liga Premier de Azerbaiyán en la que terminó en octavo lugar, y un año después llega a la final de la Copa de Azerbaiyán donde pierde en tiempo extra contra el Qarabag Agdam.
El club desaparece a mediados del año 1995.

## Palmarés
- Liga Soviética de Azerbaiyán: 1

1989
- Copa Soviética de Azerbaiyán: 1

1986